# Teodor Bonaplata i Sistachs
Teodor Bonaplata (Barcelona, 11 de desembre de 1841 - 31 de desembre de 1904) fou un actor català conegut principalment per ser un dels protagonistes de les obres d'Àngel Guimerà en català com Mar i Cel, L'ànima morta, Rei i monjo, Terra baixa, La boja, entre d'altres. Nogensmenys, també per la representació d'obres d'autors com Frederic Soler o Josep Pin i Soler.
L'any 1870 es traslladà a l'Argentina, on començà a actuar en melodrames. Tretze anys més tard, el 1883, retornà a la seva ciutat natal i ingressà al Teatre Romea, on actuaria d'actor en castellà. Ja en els darrers anys de la seva vida es dedicà més aviat a papers de caràcter còmic. Era fill de Ramon Bonaplata i Rufiandas (+1863) i Teresa Sistachs i Pratmans nascuts a Barcelona. Casat amb Concepció Cuní i Amorós varen ser pares de la també cantant Carme Bonaplata. En el moment de la seva defunció estava casat amb Francisca Fernández.

## Trajectòria professional
- 1883, 2 d'octubre. En el paper de Comte de Rocacorba a l'obra El llibre de l'honor, original de Frederic Soler, amb la col·laboració de Manuel Mata i Maneja. Estrenada al teatre Romea de Barcelona.
- 1885, 29 de gener. En el paper de Josep, 50 anys a l'obra Sota terra de Frederic Soler. Estrenada al teatre Romea de Barcelona.
- 1885, 16 de desembre. En el paper d'Otger a l'obra Otger d'Antoni Ferrer i Codina. Estrenada al teatre Romea de Barcelona.
- 1887, 25 de gener. En el paper d'Huc a l'obra Batalla de reines, original de Frederic Soler. Estrenada al teatre Romea de Barcelona.
- 1887, 20 març. En el paper de Ramon, 45 anys a l'obra 100.000 duros, original de Frederic Soler i de Josep Martí Folguera. Estrenada al Teatre Romea de Barcelona.
- 1887, 29 de novembre. La pena de mort, original de Josep Martí Folguera i Frederic Soler. Estrenada al teatre Romea de Barcelona (en el paper de Rogent).
- 1888, 12 de gener. En el paper de Lluís a l'obra La comèdia social, original d'Antoni Ferrer i Codina. Estrenada al teatre Romea de Barcelona.
- 1888, 7 de febrer. En el paper de Saïd a l'obra Mar i cel, original d'Àngel Guimerà. Estrenada al teatre Romea de Barcelona.
- 1889, 28 de novembre. El monjo negre de Frederic Soler. Estrenada al teatre Romea de Barcelona (en el paper de Fra Berthold Schwartz.)
- 1890, 4 febrer. Rei i monjo, original d'Àngel Guimerà. Estrenada al Teatre Romea de Barcelona (en el paper de Ramir.)
- 1890, 14 d'octubre. Sogra i nora, original de Josep Pin i Soler, estrenada al teatre Novetats de Barcelona (en el paper de Doctor Grau.)
- 1892, 8 de gener. En el paper de Feliu a l'obra El promès de Joaquim Riera i Bertran. Estrenada al teatre de Novetats de Barcelona.
- 1892, 11 novembre. En el paper d'Evarist a l'obra L'infern a casa, original de Frederic Soler. Estrenada al Teatre Romea de Barcelona.
- 1895, 16 d'abril. En el paper de Pau Manegat, 50 anys a l'obra L'herència de l'oncle Pau, arranjada per Conrad Colomer. Estrenada al teatre Romea de Barcelona.